# NGC 5505
NGC 5505 est une galaxie spirale barrée située dans la constellation du Bouvier. Sa vitesse par rapport au fond diffus cosmologique est de 4 506 ± 17 km/s, ce qui correspond à une distance de Hubble de 66,5 ± 4,7 Mpc (∼217 millions d'al). Elle a été découverte par l'astronome américain Lewis Swift en 1886.
NGC 5505 présente une large raie HI.